# 特勞恩河

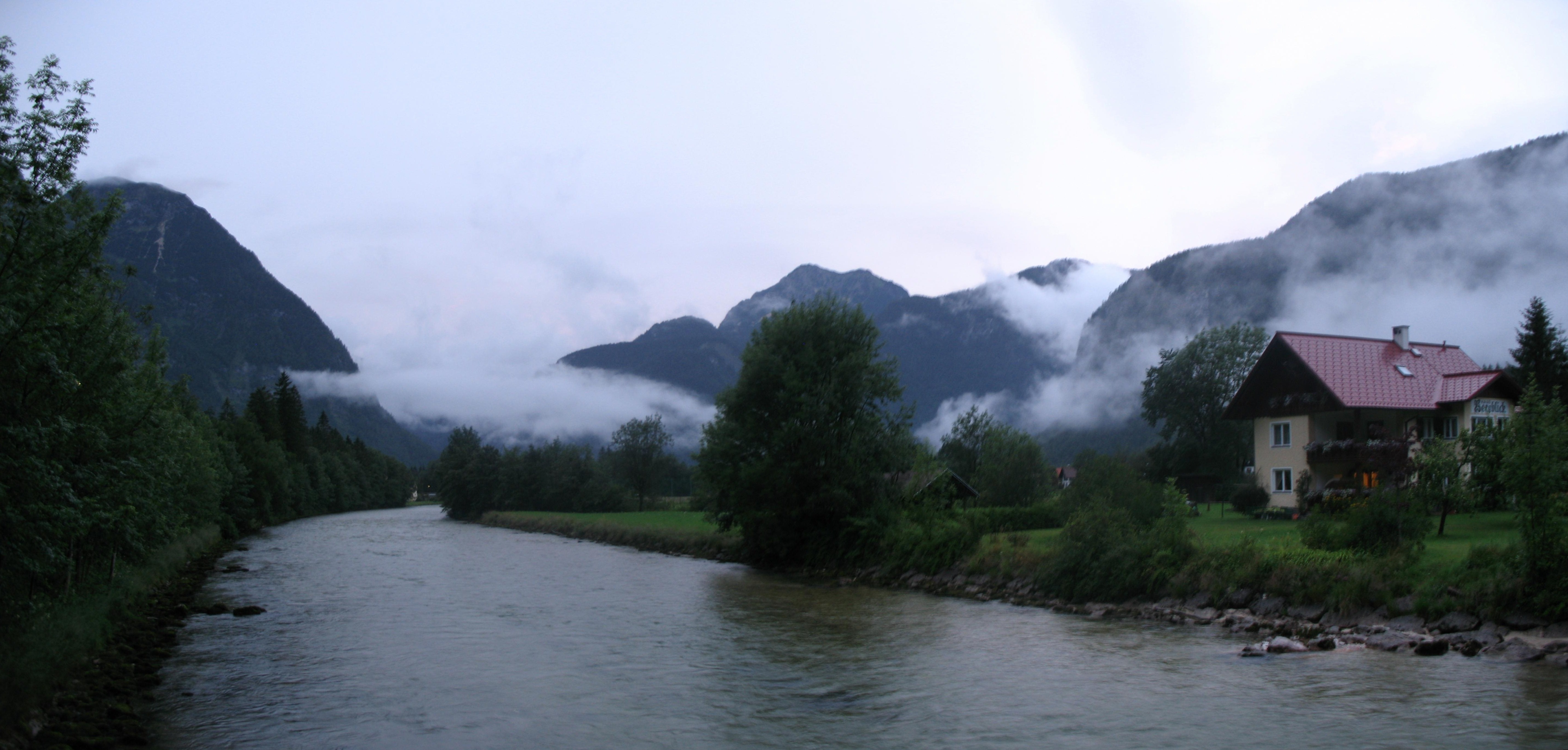

特勞恩河（德語：Traun）是奧地利的河流，屬於多瑙河的右支流，河道全長153公里，平均流量每秒135立方米，河道上建有超過15座水力發電站，河畔城鎮有林茲。
47°54′58″N 13°48′20″E / 47.91611°N 13.80556°E